# Formazioni di 1. Bundesliga austriaca di pallavolo maschile 2013-2014
Formazioni delle squadre di pallavolo partecipanti alla stagione 2013-2014 del campionato di 1. Bundesliga austriaca.

## Aich/Dob
| N° | Nome                   | Ruolo | Data di nascita  | Nazionalità sportiva |
| -- | ---------------------- | ----- | ---------------- | -------------------- |
| -  | Leonard Barić          | All   | -                | Croazia              |
| 1  | Valdir Sequeira        | S     | 22 novembre 1981 | Portogallo           |
| 2  | Mihael Kosl            | S/O   | 12 dicembre 1979 | Slovenia             |
| 3  | Michal Hruška          | C     | 13 marzo 1987    | Slovacchia           |
| 4  | Oliver Binder          | P     | 28 maggio 1985   | Austria              |
| 5  | Jani Kovačič           | L     | 14 giugno 1992   | Slovenia             |
| 6  | Peter Wohlfahrtstätter | C     | 10 marzo 1989    | Austria              |
| 7  | Stanisław Wawrzyńczyk  | S     | 4 gennaio 1990   | Polonia              |
| 8  | Rok Satler             | P     | 4 aprile 1979    | Slovenia             |
| 9  | Andrej Grut            | S     | 30 agosto 1984   | Slovenia             |
| 10 | Nejc Pušnik            | S     | 30 dicembre 1980 | Slovenia             |
| 11 | Danijel Koncilja       | C     | 4 settembre 1990 | Slovenia             |
| 12 | Marco Robinig          | C     | 31 maggio 1981   | Austria              |
| 13 | Gerald Reiser          | C     | 2 giugno 1980    | Austria              |
| 15 | Michael Leeb           | P     | 23 giugno 1988   | Austria              |
| 16 | Kurt Aschmann          | S/O   | 14 luglio 1982   | Austria              |

## Volleyball Club Amstetten
| N° | Nome              | Ruolo | Data di nascita  | Nazionalità sportiva |
| -- | ----------------- | ----- | ---------------- | -------------------- |
| -  | Martin Kop        | All   | -                | Rep. Ceca            |
| 1  | Lukas Stranger    | S     | 22 marzo 1994    | Austria              |
| 2  | Florian Schnetzer | L     | 4 ottobre 1989   | Austria              |
| 3  | Peter Eglseer     | C     | 16 giugno 1990   | Austria              |
| 4  | Tobias Koraimann  | S     | 24 ottobre 1988  | Austria              |
| 5  | Daniel Kellum     | S     | 12 maggio 1980   | Stati Uniti          |
| 6  | Luboš Bartůněk    | P     | 24 maggio 1990   | Rep. Ceca            |
| 7  | Fabian Kriener    | P     | 31 dicembre 1995 | Austria              |
| 8  | Jamion Hartley    | S/O   | 19 maggio 1990   | Giamaica             |
| 9  | Srdjan Vračarić   | C     | 5 luglio 1984    | Croazia              |
| 10 | Christian Karlin  | S/O   | 29 dicembre 1993 | Austria              |
| 11 | József Nagy       | C     | 4 aprile 1986    | Ungheria             |
| 12 | Philip Ichovski   | C     | 12 dicembre 1991 | Austria              |
| 13 | Karl Jurkovics    | C     | 9 settembre 1994 | Austria              |
| 14 | Ingmar Zipper     | S     | 4 ottobre 1985   | Austria              |
| 15 | Michael Murauer   | S/O   | 25 gennaio 1991  | Austria              |
| -  | Lukas Kreuziger   | L     | -                | Austria              |
| -  | Daniel Zeiner     | S     | -                | Austria              |

## Union Volleyball Raiffeisen Waldviertel
| N° | Nome                | Ruolo | Data di nascita   | Nazionalità sportiva |
| -- | ------------------- | ----- | ----------------- | -------------------- |
| -  | Nurko Čaušević      | All   | 5 giugno 1961     | Croazia              |
| 1  | Goran Išek          | S     | 5 marzo 1986      | Croazia              |
| 2  | Nico Layr           | S     | 27 maggio 1996    | Austria              |
| 2  | Dominik Fessl       | C     | 7 ottobre 1995    | Austria              |
| 3  | Petr Calábek        | C     | 15 settembre 1980 | Rep. Ceca            |
| 5  | Davor Čebron        | C     | 25 gennaio 1981   | Slovenia             |
| 7  | Bogdan Ene          | S     | 23 marzo 1986     | Romania              |
| 8  | Bartłomiej Gajdek   | S/O   | 3 settembre 1994  | Polonia              |
| 9  | Rudinei Boff        | S     | 23 ottobre 1986   | Brasile              |
| 9  | Konstantin Prinz    | S/O   | 15 maggio 1996    | Austria              |
| 10 | Michał Peciakowski  | P     | 25 luglio 1981    | Polonia              |
| 11 | Nenad Nikolić       | P     | 14 luglio 1995    | Serbia               |
| 12 | Fabian Kandolf      | S     | 30 agosto 1992    | Austria              |
| 13 | Peter Hiemetzberger | L     | 19 aprile 1980    | Austria              |
| 14 | Christian Windisch  | S/O   | 25 marzo 1983     | Austria              |

## Cemtec Super Volley Enns
| N° | Nome                  | Ruolo | Data di nascita   | Nazionalità sportiva |
| -- | --------------------- | ----- | ----------------- | -------------------- |
| -  | Walter Pellinger      | All   | 8 settembre 1958  | Austria              |
| 1  | Stefan Kriechbaumer   | S     | 9 luglio 1981     | Austria              |
| 2  | Florian Grasserbauer  | P     | 1º settembre 1990 | Austria              |
| 3  | Bernhard Radlspäck    | L     | 9 maggio 1988     | Austria              |
| 4  | Robert Zoister        | S     | 7 luglio 1970     | Austria              |
| 5  | Sebastian Hirschinger | S     | 8 giugno 1990     | Austria              |
| 6  | Ondřej Pitner         | C     | 16 maggio 1985    | Rep. Ceca            |
| 7  | Jürgen Obergruber     | S     | 14 agosto 1989    | Austria              |
| 8  | Christoph Lechthaler  | C     | 14 maggio 1983    | Austria              |
| 9  | Michael Fritz         | P     | 16 agosto 1991    | Austria              |
| 10 | Matthias Polixmair    | S/O   | 27 maggio 1988    | Austria              |
| 11 | Thomas Kürbisch       | S/O   | 13 maggio 1991    | Austria              |
| 12 | Dimitri Wojakow       | L     | 2 gennaio 1989    | Austria              |
| -  | Moamer Seta           | -     | -                 | Bosnia ed Erzegovina |
| -  | Darryl Shank          | S     | -                 | Canada               |

## Union Volleyball Club Graz
| N° | Nome              | Ruolo | Data di nascita   | Nazionalità sportiva |
| -- | ----------------- | ----- | ----------------- | -------------------- |
| -  | Michael Horvath   | All   | 26 settembre 1972 | Austria              |
| 2  | Ulve Steidl       | C     | 1º giugno 1993    | Austria              |
| 3  | Florian Ertl      | P     | 21 gennaio 1995   | Austria              |
| 4  | Niklas Steiner    | S     | 10 febbraio 1995  | Austria              |
| 5  | Lucas Schachinger | P     | 12 aprile 1989    | Austria              |
| 6  | Anton Menner      | S     | 25 luglio 1994    | Austria              |
| 7  | Dominik Blaha     | L     | 23 marzo 1990     | Austria              |
| 8  | Jacob Penolio     | C     | 27 giugno 1988    | Stati Uniti          |
| 9  | Lukas Scheucher   | C     | 16 dicembre 1996  | Austria              |
| 13 | Florian Wimmer    | S/O   | 15 agosto 1994    | Austria              |
| 14 | Alexander Swoboda | C     | 10 maggio 1990    | Austria              |
| 16 | Tomasz Dynkowski  | S/O   | 1º giugno 1979    | Polonia              |
| 17 | Zoltán Mózer      | S     | 12 novembre 1982  | Ungheria             |
| 18 | Paul Buchegger    | S/O   | 4 marzo 1996      | Austria              |
| -  | Frederick Laure   | L     | 26 luglio 1982    | Austria              |
| -  | Moritz Pristauz   | P     | 23 marzo 1996     | Austria              |
| -  | Philipp Waller    | S     | 26 settembre 1995 | Austria              |
| -  | Benjamin Weber    | C     | -                 | Germania             |

## Turn und Sportverein Hartberg Volleyball
| N° | Nome                   | Ruolo | Data di nascita   | Nazionalità sportiva |
| -- | ---------------------- | ----- | ----------------- | -------------------- |
| -  | Markus Hirczy          | All   | 25 novembre 1978  | Austria              |
| 3  | Kemal Imširović        | C     | 16 settembre 1995 | Austria              |
| 4  | Markus Schloffer       | S/O   | 17 agosto 1991    | Austria              |
| 6  | Matthias Pack          | S     | 29 novembre 1985  | Austria              |
| 7  | Matthias Hagen         | P     | 23 novembre 1993  | Austria              |
| 7  | Vedran Isajlovic       | P     | 5 novembre 1989   | Austria              |
| 8  | Lukas Schützenhofer    | L     | 10 novembre 1986  | Austria              |
| 9  | Martin Postl           | C     | 11 settembre 1990 | Austria              |
| 10 | Haris Buhić            | L     | 21 luglio 1994    | Austria              |
| 11 | Oliver Wogrolly        | S     | 31 gennaio 1994   | Austria              |
| 12 | Markus Hirczy          | S     | 12 novembre 1978  | Austria              |
| 13 | Maximilian Thaller     | P     | 13 dicembre 1993  | Austria              |
| 14 | Sebastian Schweighofer | S     | 5 giugno 1987     | Austria              |
| 15 | Felix Koraimann        | S     | 20 agosto 1990    | Austria              |
| 16 | Clemens Unterberger    | C     | 22 febbraio 1994  | Austria              |
| 17 | Sebastian Kohlhauser   | S     | 31 agosto 1989    | Austria              |
| 18 | Markus Tröthann        | S/O   | 28 novembre 1989  | Austria              |

## Volleyballklub Wörther-See-Löwen Klagenfurt
| N° | Nome               | Ruolo | Data di nascita | Nazionalità sportiva |
| -- | ------------------ | ----- | --------------- | -------------------- |
| -  | Zhivko Kolev       | All   | 15 gennaio 1974 | Bulgaria             |
| 1  | Gregor Ilsinger    | -     | -               | Austria              |
| 1  | Martin Molidor     | C     | -               | Austria              |
| 2  | Bernhard Melzer    | P     | -               | Austria              |
| 3  | Lucas Skrabal      | S     | -               | Austria              |
| 4  | Cvetan Petrov      | C     | 26 maggio 1988  | Bulgaria             |
| 5  | Roland Kostanjevec | S/O   | 4 aprile 1988   | Austria              |
| 7  | Theodor Baustädter | L     | -               | Austria              |
| 7  | Philipp Zabernig   | S     | -               | Austria              |
| 9  | Christian Rainer   | P     | -               | Austria              |
| 10 | Simon Baldauf      | C     | -               | Austria              |
| 11 | Markus Fritsche    | -     | -               | Austria              |
| 14 | Alexander Huber    | S     | 25 luglio 1985  | Austria              |
| 15 | Robert Kufa        | S/O   | 28 agosto 1987  | Rep. Ceca            |
| 16 | Simon Frühbauer    | S     | 19 ottobre 1988 | Austria              |
| 17 | Thomas Ortner      | -     | -               | Austria              |
| 18 | Ulrich Lippitsch   | C     | 8 agosto 1973   | Austria              |

## Volleyball Team Tirol
| N° | Nome                 | Ruolo | Data di nascita   | Nazionalità sportiva |
| -- | -------------------- | ----- | ----------------- | -------------------- |
| -  | Štefan Chrtianský    | All   | 13 maggio 1962    | Slovacchia           |
| 2  | Michael Ermacora     | P     | -                 | Austria              |
| 2  | Erik Shoji           | L     | 24 agosto 1989    | Stati Uniti          |
| 3  | Michal Rak           | C     | 14 agosto 1979    | Rep. Ceca            |
| 4  | Jānis Pēda           | S     | 18 maggio 1985    | Lettonia             |
| 5  | Daniel Gavan         | C     | 8 maggio 1977     | Austria              |
| 6  | Ángel Pérez          | P     | 20 maggio 1982    | Porto Rico           |
| 7  | Lorenz Koraimann     | S     | 7 maggio 1993     | Austria              |
| 8  | Alexander Tusch      | P     | 19 novembre 1992  | Austria              |
| 9  | Tamás Kaszap         | P     | 21 marzo 1993     | Ungheria             |
| 10 | Andrew Hein          | C     | 1º luglio 1984    | Stati Uniti          |
| 12 | Alexander Berger     | S     | 29 settembre 1988 | Austria              |
| 13 | Ronald Jiménez       | S/O   | 9 gennaio 1990    | Colombia             |
| 14 | Douglas da Silva     | C     | 24 settembre 1983 | Brasile              |
| 15 | Niklas Kronthaler    | S     | 14 maggio 1994    | Austria              |
| 16 | Martin Ermacora      | S/O   | 11 aprile 1994    | Austria              |
| 17 | Alexander Harthaller | S     | 17 agosto 1994    | Austria              |

## Vienna hotVolleys
| N° | Nome                | Ruolo | Data di nascita  | Nazionalità sportiva |
| -- | ------------------- | ----- | ---------------- | -------------------- |
| -  | Vladimir Janković   | All   | 7 maggio 1941    | Croazia              |
| 1  | David Michel        | S     | 27 ottobre 1996  | Austria              |
| 2  | Boris Gasinski      | C     | 13 agosto 1996   | Austria              |
| 2  | Felix Friedl        | C     | 24 giugno 1996   | Austria              |
| 4  | Dino Divković       | C     | 17 agosto 1994   | Austria              |
| 5  | Thomas Tröthann     | S     | 4 maggio 1992    | Austria              |
| 6  | Matthias Kienbauer  | L     | 16 maggio 1983   | Austria              |
| 7  | Vladimir Adamović   | P     | 25 giugno 1987   | Serbia               |
| 8  | Niklas Maurer       | L     | 9 settembre 1995 | Austria              |
| 9  | Tomáš Hollý         | P     | 21 febbraio 1985 | Slovacchia           |
| 10 | Richard Němec       | C     | 3 maggio 1972    | Slovacchia           |
| 12 | Robert Szczerbaniuk | C     | 29 maggio 1977   | Polonia              |
| 13 | Matej Hukel         | S/O   | 27 agosto 1988   | Slovacchia           |
| 14 | Vojislav Kostić     | C     | 27 novembre 1994 | Montenegro           |
| 15 | Ricardo Serafim     | S     | 21 maggio 1980   | Brasile              |
| 17 | Daniel Meissner     | L     | 7 maggio 1995    | Austria              |
| -  | Matthias Löffler    | -     | -                | Austria              |
| -  | Matthias Rosenfeld  | -     | -                | Austria              |
| -  | Oliver Selikovsky   | S     | 15 maggio 1996   | Austria              |

## Volleyball Club Weiz
| N° | Nome                  | Ruolo | Data di nascita  | Nazionalità sportiva |
| -- | --------------------- | ----- | ---------------- | -------------------- |
| -  | Saša Jovanović        | All   | 31 gennaio 1968  | Austria              |
| 1  | Saša Jovanović        | S     | 31 gennaio 1968  | Austria              |
| 2  | Stefan Konrad         | P     | 14 novembre 1987 | Austria              |
| 3  | Bernhard Hölzl        | C     | 29 maggio 1981   | Austria              |
| 4  | Reinhard Hölzel       | S/O   | 29 maggio 1981   | Austria              |
| 5  | Maximilian Landfahrer | S     | 18 novembre 1993 | Austria              |
| 6  | Bernhard Prammer      | C     | 25 agosto 1983   | Austria              |
| 7  | Manuel Steiner        | L     | 6 giugno 1993    | Austria              |
| 8  | Jakob Grasserbauer    | S     | 15 maggio 1992   | Austria              |
| 12 | Christian Riener      | P     | 13 gennaio 1993  | Austria              |
| 13 | Johannes Leiner       | S     | 4 marzo 1985     | Austria              |
| 14 | Jan Johansson         | S     | -                | Svezia               |
| 15 | Rafal Zamiatala       | S     | -                | Austria              |
| 16 | Paul Mayer            | C     | 14 ottobre 1985  | Austria              |
| 17 | Markus Damm           | P     | 13 febbraio 1982 | Austria              |